# Conselho Nacional de Desenvolvimento Científico e Tecnológico
 (juillet 2017).
Si vous disposez d'ouvrages ou d'articles de référence ou si vous connaissez des sites web de qualité traitant du thème abordé ici, merci de compléter l'article en donnant les références utiles à sa vérifiabilité et en les liant à la section « Notes et références ».
Le Conselho Nacional de Desenvolvimento Científico e Tecnológico, plus connu sous l'acronyme CNPq est un organisme fédéral brésilien dépendant du ministère de la Science et de la Technologie. Son nom signifie « Conseil national de développement scientifique et technologique ».
Fondé le 15 janvier 1951, le CNPq a pour but la promotion de la recherche scientifique et technologique au Brésil, ainsi que la formation du personnel travaillant pour la recherche. Au début, dans les années d'après-guerre, son objectif principal était de permettre au Brésil de maîtriser l'énergie nucléaire. Cependant, au fil du temps, le rôle du CNPq est devenu de plus en plus globale, soutenant la recherche scientifique et technologique dans de divers domaines de la connaissance.
Jusqu'en 1971, l'organisme s'appelait Conselho Nacional de Pesquisa, ce qui signifie « Conseil national de la recherche.» C'est de cette époque que date son acronyme CNPq qui est resté même après le changement de nom. En 1985, le ministère de la Science et de la Technologie est créé et le CNPq perd de ses prérogatives.
La plateforme Lattes est maintenue par le CNPq.